# HMS Ambush (S120)
HMS Ambush é um submarino da Marinha Real Britânica. O navio da Classe Astute, com 7 400  toneladas de deslocamento submerso, foi construído em Barrow-in-Furness. Lançado ao mar em janeiro de 2011 foi comissionado em 1 de março de 2013 na base naval de HMNB Clyde.